# Емануель Еррера
Емануель Еррера (ісп. Emanuel Herrera, нар. 13 квітня 1987, Росаріо) — аргентинський футболіст, нападник клубу «Емелек».

## Ігрова кар'єра
Вихованець футбольної школи клубу «Росаріо Сентраль». У складі «жовто-синіх» нападник не провів жодного матчу, виступаючи постійно на правах оренди за клуби «Чакаріта Хуніорс», «Спортіво Італьяно» та «Патронато» в аргентинській Прімері B.
Протягом 2011 року захищав кольори чилійського клубу «Депортес Консепсьйон». Більшість часу, проведеного у складі команди, був основним гравцем атакувальної ланки команди і одним з її головних бомбардирів, маючи середню результативність на рівні 0,77 голу за гру у Прімері Б.
На початку 2012 року перейшов в інший чилійський клуб «Уніон Еспаньйола». Еррера вперше зіграв за новий клуб 25 січня 2012 року в матчі Кубка Лібертадорес проти мексиканського «УАНЛ Тигрес» (1:0). 29 січня 2012 року нападник дебютував у чилійській Прімері. У тому матчі він вразив ворота клубу «Аудакс Італьяно». Всього за «Уніон Еспаньйола» Емануель Еррера забив 11 голів у 21 матчі у Прімері і 5 голів у 10 матчах у Кубку Лібертадорес. Завдяки цьому Еррера з 11 голами став найкращим бомбардиром Апертури-2012.

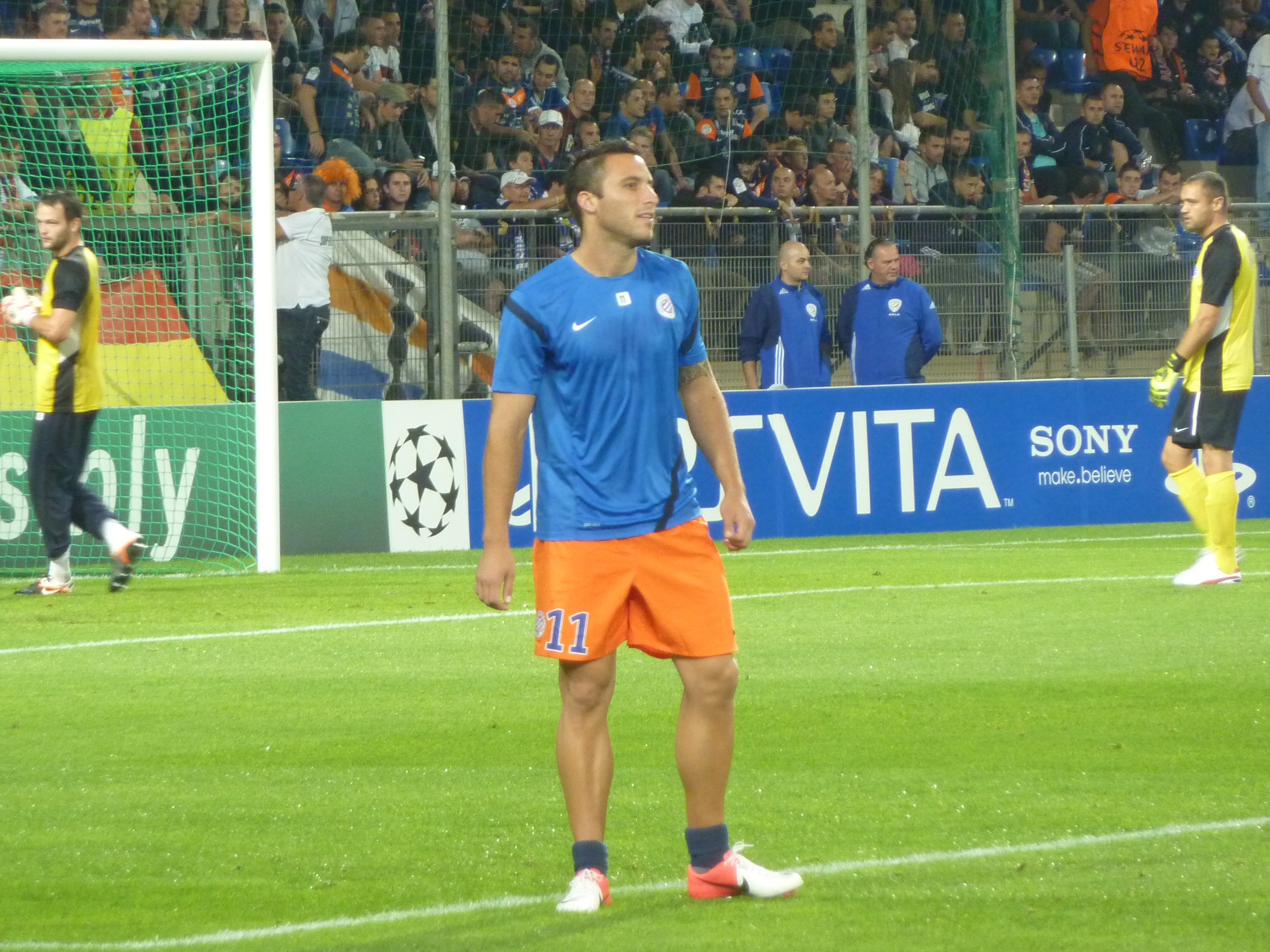
Еррера в матчі Ліги чемпіонів проти лондонського «Арсеналу».

Влітку 2012 року аргентинський нападник за 3,5 млн євро перейшов до складу чемпіона Франції «Монпельє», підписавши контракт на три роки і мав замінити Олів'є Жіру, що перебрався до англійського «Арсеналу». Дебютував Еррера в новій команді 28 липня 2012 року у матчі суперкубка Франції проти «Ліона», в якому відразу забив гол з пенальті, але команда в підсумку поступилася, програвши в серії післяматчевих пенальті. Перший гол в Лізі 1 за французький клуб форвард забив у ворота «Лор'яна» 18 серпня 2012 року, а ще через місяць аргентинець дебютував у Лізі чемпіонів в матчі проти лондонського «Арсеналу».
Основним гравцем Еррера стати так і не зумів, поступившись місцем в основі Гаетану Шарбоньє, через що у січні 2014 року гравця було віддано в оренду в мексиканський клуб «УАНЛ Тигрес», де аргентинець грав до кінця сезону.
Влітку 2014 року Еррера підписав контракт з еквадорським «Емелеком». Відтоді встиг відіграти за гуаякільську команду 38 матчів в національному чемпіонаті.

## Досягнення
- Чемпіон Еквадору: 2014
- Найкращий бомбардир чемпіонату Мексики: 2012 (Апертура) — 11 голів